# 사이먼 휫필드
사이먼 세인트쿠엔틴 휫필드(영어: Simon St. Quentin Whitfield, 1975년 5월 16일~)는 캐나다의 은퇴한 트라이애슬론 선수이다. 2000년 하계 올림픽에서 트라이애슬론 남자부 금메달을 획득했다.

## 경력
온타리오주 킹스턴에서 태어난 휫필드는 어린 시절에는 축구를 했으며, 11세 때 트라이애슬론으로 전향했다. 어린 시절부터 캐나다의 트라이애슬론 교육 프로그램인 "키드 오프 스틸"에서 트라이애슬론 기술을 익혔다. 이후 1995년에 캐나다 주니어 국가대표 선수가 되었고 이듬해인 1996년에 캐나다 성인 국가대표 선수가 되었다.
휫필드는 2000년 시드니 올림픽 트라이애슬론에서 금메달을 땄다. 그는 수영 경기 유니폼이 제 시간에 도착하지 않거나 자전거 경주 부문에서 선수 14명과 함께 추돌 사고를 당하는 등 악재를 겪었으나 마라톤 부문에서 200m 남기고 역전승을 이뤄내 올림픽 남자 트라이애슬론 최초의 금메달을 획득했다. 이후 폐막식에서는 캐나다 선수단 기수를 맡았다.
이후 2004년에는 아테네에서 열린 2004년 하계 올림픽에서 1시간 53분 15.81초으 기록으로 11위를 했다.
이후 2008년 하계 올림픽에 참가할 캐나다 대표팀 선수로 선발되어, 3회 연속 대회에 출전하게 되었다. 그는 이 경기에서 경주 막바지까지 선두를 유지했으나 독일의 얀 프로데노에게 추월을 허용하는 바람에 그보다 5초 밀린 1시간 48분 58초의 기록으로 은메달을 획득했다.
2012년 하계 올림픽 트라이애슬론에도 캐나다 국가대표로 참가했다. 수영 경기를 15위로 마쳤으나 자전거 경기에서 균형을 잃고 넘어지면서 쇄골이 부러지는 부상을 당했다. 그러나 휫필드는 추돌 사고에 휘말린 디른 선수들에게 사과했다.
2013년에 현역에서 은퇴했다. 현재 빅토리아에 살고있으며, 솔트스프링아일랜드에 두번째 거주지를 마련했다.